# New Britain Mules
New Britain, Connecticut, tuvo un equipo de baloncesto profesional en la American Basketball League (ABL) de 1934 a 1935. Los Palaces jugaron durante la temporada 1933/34 después de haberse hecho cargo de los Camden Brewers, quienes a su vez se habían hecho cargo de los Hoboken Thourots a principios de temporada. El equipo pasó a llamarse Jackaways antes de la temporada 1934/35, y en la segunda mitad de la temporada 1934/35 fueron reemplazados por los Newark Mules, que se convirtieron en New Britain Mules. Se retiraron tras la temporada 1934/35.

## Historia
La American Basketball League (ABL) se fundó en 1925 como una de las primeras ligas de baloncesto profesionales y jugó hasta 1931 antes de suspender sus operaciones. La liga regresó para la temporada 1933/34 con ocho equipos. Uno de esos equipos, los Hoboken Thourots, se retiró dos semanas después de comenzar la temporada después de no ganar y fue reemplazado por los Camden Brewers en noviembre de 1933. Los Brewers se hicieron cargo del récord de 0-2 de los Thourots, pero tuvieron problemas y terminaron 2-8 en la primera mitad. Al entrenador Pop Morgenweck de Camden «le resultó difícil mantener un equipo fuerte» y posteriormente el equipo pasó a manos de la ABL. El presidente de la liga, John O'Brien, decidió trasladar el equipo a New Britain, Connecticut, en enero de 1934.
Los Palaces entraron en la primera mitad de la temporada 1933/34 con 12 partidos por jugar y jugaron sus partidos en casa en el Stanley Arena de Nueva Bretaña. El quinteto inicial incluía a Dave Bass, el líder anotador de la liga Moe Spahn, Willie Putzer, Moon Stetkewicz y Stan Entrup. Los Palaces terminaron la primera mitad de la temporada con un récord de 3-9, octavo y último en la liga. A pesar de su récord perdedor en la primera mitad, los Palaces mejoraron mucho en la segunda mitad y terminaron en segundo lugar con un récord de 7-5, perdiendo el título ante los invictos Philadelphia Hebrews; Cuando jugaron contra los hebreos, New Britain perdió por apenas dos puntos.  Según un informe del Record-Journal, el equipo New Britain había llegado a ser considerado como «uno de los equipos profesionales más destacados del país». Después de la temporada de la ABL, los Palaces jugaron una exhibición contra el proclamado «campeón mundial» Original Celtics, una franquicia posteriormente incluida en el Salón de la Fama del Baloncesto, y los derrotaron por un marcador de 32-18, que incluyó superar en anotaciones. ellos 18-2 en la primera mitad.
La liga regresó con siete equipos para la temporada 1934/35 y la franquicia de New Britain pasó a llamarse Jackaways. El equipo quedó último en la primera mitad de la ABL con un récord de 6-14 y abandonó antes de su final. El equipo se disolvió oficialmente el 18 de enero de 1935 y, como solución, la liga trasladó los Newark Mules a New Britain y los renombró como New Britain Mules. Todos los jugadores de los Jackaways fueron enviados a otros equipos de la ABL, excepto Dave Bass, que era el único jugador tanto de los Jackaways como de los Mules. Otros jugadores de los Mules incluyeron a los miembros del Salón de la Fama Bennie Borgmann y Honey Russell, así como a Rusty Saunders y Tiny Hearn (uno de los primeros jugadores de baloncesto altos a 6 pies 9 pulgadas (2,1 m)). Los New Britain Mules, que sólo jugaron en la segunda mitad, quedaron terceros en la liga con un récord de 9–9. El equipo no regresó para la temporada 1935/36.